# 克里斯蒂娜·海尼希
克里斯蒂娜·海尼希（德語：Christina Heinich，1949年7月8日—），德国前女子田径运动员。她曾代表东德参加1972年夏季奥林匹克运动会田径比赛，获得女子4×100米接力银牌。